# نوید آذربایجان
نوید آذربایجان نام یک نشریه هفتگی در آذربایجان غربی به مرکزیت ارومیه می‌باشد که منطقه شمال غرب کشور و تهران را پوشش می‌دهد. این نشریه در سال ۱۳۷۷ تأسیس شده‌است، در زمینه‌های اجتماعی، اقتصادی، سیاسی، ورزشی، علمی و فرهنگی مطالب خود را ارائه می‌کند، نشریه نوید آذربایجان از نشریات ارومیه می‌باشد، که سابقه توقیف به اتهام اقدام علیه امنیت ملی و تشویش اذهان عمومی را در کارنامه خود دارد، همینک نشریه نوید آذربایجان پس از توقیف حدودا ۵ ساله، چند وقتی است، فعالیت قانونی خود را به مدیرمسئولی مهران تبریزی از سر گرفته‌است.